# Elias Troche
Elías Troche Lima (La Paz, Bolivia) es un abogado y político boliviano. Fue el Prefecto del departamento de La Paz desde el 13 de septiembre de 2005 hasta el 23 de enero de 2006 durante el gobierno del presidente Eduardo Rodríguez Veltzé.
Fue también el último prefecto del departamento de La Paz que fue elegido mediante decreto presidencial ya que su sucesor entraría elegido por votación directa.
Elíaa Troche nació en La Paz y se título como abogado de profesión. El 13 de septiembre de 2005, el Presidente de Bolivia Eduardo Rodríguez Veltzé designó a Elías Troche Lima como el nuevo prefecto del Departamento de La Paz mediante decreto supremo 28345, en reemplazo de Rolando Costa Ardúz.
Troche Lima estuvo en el cargo por alrededor de 4 meses hasta el 23 de enero de 2006, dejando la prefectura de La Paz al prefecto electo José Luis "Pepelucho" Paredes.
Años después, Elias Troche ocuparía el cargo de oficial mayor del Desarrollo Productivo y Económico de la alcaldía de la ciudad de El Alto, durante la gestión del alcalde Fanor Nava. Poco tiempo después sería posesionado en el cargo de director ejecutivo de la Autoridad de Fiscalización y Control Social de Agua Potable y Saneamiento Básico (AAPS) el año 2011.